# Kanoit
Kanoit  ist ein sehr selten vorkommendes Mineral aus der Mineralklasse der „Silikate und Germanate“. Es kristallisiert mit monokliner Symmetrie und hat die Endgliedzusammensetzung
Mn2+MgSi2O6.
Die meist nur wenige Millimeter großen Kristalle sind prismatisch oder unregelmäßig körnig. Kanoit ist leicht rosa braun durchsichtig bis durchscheinend und besitzt Glasglanz. Die Dichte beträgt 3,66 g/cm3, die Mohshärte liegt bei 6.

## Etymologie und Geschichte
Entdeckt wurde Kanoite in manganreichen Lagen hornblendefazieller Sedimente und basischer Vulkanite auf der Oshima-Halbinsel, Hokkaidō, Japan. Dort findet sich Kanoit zusammen mit manganreichen Cummingtonit, Spessartin und Relikten von Pyroxmangit, die im Zuge der Metamorphose durch Kanoit ersetzt worden sind.
Beschrieben wurde Kanoit 1977 von Hideo Kobayashi. Er benannte das neue Mineral nach dem Professor für Petrologie der Akita-Universität, Dr. Hiroshi Kano, in Anerkennung  seiner Arbeiten zu den metamorphen Gesteinen Japans.

## Klassifikation
In der strukturellen Klassifikation der International Mineralogical Association (IMA) gehört Kanoit zusammen mit Donpeacorit zu den Mangan-Magnesium-Proxenen (Mn-Mg-Pyroxene) in der Pyroxengruppe.
Donpeacorit wurde 1977 von der IMA als neues Mineral anerkannt, ist aber in der zuletzt 1977 überarbeiteten 8. Auflage der Mineralsystematik nach Strunz nicht mehr verzeichnet.
Im zuletzt 2018 überarbeiteten und aktualisierten Lapis-Mineralienverzeichnis nach Stefan Weiß, das sich im Aufbau noch nach dieser alten Form der Systematik von Karl Hugo Strunz richtet, erhielt das Mineral die System- und Mineral-Nr. VIII/F.01-30. In der „Lapis-Systematik“ entspricht dies der Klasse der „Silikate und Germanate“ und dort der Abteilung „Ketten- und Bandsilikate“, wo Kanoit zusammen mit Klinoenstatit, Klinoferrosilit, Pigeonit, Diopsid, Hedenbergit, Johannsenit, Petedunnit, Aegirin-Augit, Augit, Omphacit, Tissintit, Kushiroit, Esseneit, Grossmanit, Davisit, Spodumen, Jadeit, Aegirin, Namansilit, Jervisit, Natalyit und Kosmochlor die Gruppe der „Klinopyroxene“ mit der System-Nr. VIII/F.01 innerhalb der Pyroxengruppe (F.01 bis F.02) bildet.
Die von der International Mineralogical Association (IMA) bis 2009 aktualisierte 9. Auflage der Strunz’schen Mineralsystematik ordnet den Kanoit ebenfalls in die Abteilung der „Ketten- und Bandsilikate (Inosilikate)“ ein. Diese ist weiter unterteilt nach der Kristallstruktur, so dass das Mineral entsprechend seinem Aufbau in der Unterabteilung „Ketten- und Bandsilikate mit 2-periodischen Einfachketten Si2O6; Pyroxen-Familie“ zu finden ist, wo es zusammen mit  Klinoenstatit, Klinoferrosilit, Halagurit und Pigeonit die Gruppe der „Mg,Fe,Mn-Klinopyroxene, Klinoenstatitgruppe“ mit der System-Nr. 9.DA.10 bildet.
Auch die vorwiegend im englischen Sprachraum gebräuchliche Systematik der Minerale nach Dana ordnet den Kanoit in die Abteilung der „Kettensilikatminerale“ ein. Hier ist er zusammen mit Klinoenstatit, Klinoferrosilit und Pigeonit in der Gruppe der „P2/c Klinopyroxene“ mit der System-Nr. 65.01.01 innerhalb der Unterabteilung „Kettensilikate: Einfache unverzweigte Ketten, W=1 mit Ketten P=2“ zu finden.

## Chemismus
Kanoit hat die Endgliedzusammensetzung [M2]Mn2+[M1]Mg2+[T]Si2O6, wobei [M2], [M1] und [T] die Positionen in der Pyroxenstruktur sind.
Der Kanoit aus der Typlokalität hat die empirische Zusammensetzung
- [M2](Mn2+0,972Ca2+0,024Na0,002K0,002)[M1](Mg2+0,885Fe2+0,087Mn2+0,068)[T](Si1,972Fe3+0,012Al0,002)O6.

## Kristallstruktur
Kanoit kristallisiert mit monokliner Symmetrie der Raumgruppe P21/c (Raumgruppen-Nr. 14) und 8 Formeleinheiten pro Elementarzelle. Der natürliche Mischkristall aus der Typlokalität hat die Gitterparameter a = 9,739 Å; b = 8,939 Å, c = 5,260 Å und ß = 108,56°.
Kanoit kristallisiert mit der Struktur von Klinopyroxen. Die Verteilung von Mangan auf die beiden Oktaederpositionen ist geordnet. Fast das gesamte Mn findet sich auf der stärker verzerrten M2-Position.

## Modifikationen und Varietäten
Die Verbindung MnMgSi2O6 ist polymorph und Kanoit ist die monokline Tieftemperaturmodifikation. Eine weitere bekannte Modifikation ist das orthorhombische Orthopyroxen Donpeacorit.

## Bildung und Fundorte
Kanoit bildet sich vorwiegend bei der Metamorphose manganreicher kalkhaltiger Sedimente bei Bedingungen der Granulith-Fazies. In solchen Gesteinen tritt Kanoit zusammen mit manganreichen Cummingtonit, Spessartin und Pyroxmangit auf.
Die Typlokalität ist die Küste in der Nähe von Tatehira auf der Oshima-Halbinsel, Hokkaidō, Japan. Weitere Fundstellen sind die Shimozuru Mine in Kyūshū, Japan, der Semail-Ophiolith in Bulaydah im Khawr Fakkan Massiv, Oman, die Balmat-Edwards Zink Region in Balmat im New York, USA und die Blei-Zink-Lagerstätte von Broken Hill in New South Wales, Australien.
Darüber hinaus findet man Kanoit in einigen Meteoriten.